# شهرستان یمهیل (اورگن)
شهرستان یمهیل، اورگن (به انگلیسی: Yamhill County, Oregon) شهرستانی در ایالات متحده آمریکا است که در اورگن واقع شده‌است.

## خصوصیات
شهرستان یمهیل ۱٬۸۵۹٫۶۲ کیلومترمربع مساحت دارد.